# Scopula juncta
Scopula juncta là một loài bướm đêm trong họ Geometridae.